# Карл III (король Наварры)
Карл III Благородный (фр. Charles le Noble, исп. Carlos el Noble, 22 июля 1361 — 8 сентября 1425) — король Наварры (1387—1425), сын короля Карла II Злого и Жанны Французской.

## Биография
Король Карл III уделял много внимания наведению порядка в Наварре и выведению страны из кризиса, наступившего из-за непомерных амбиций и бурной деятельности его отца.
Карл помирился с соседними государствами, в том числе благодаря династическим бракам. Сам Карл в 1375 году женился на Леоноре Кастильской, дочери Энрике II Кастильского, а дочь Бланку выдал сначала за арагонского инфанта Мартина, а затем за Хуана де Трастамару, ставшего позже королём Арагона. В союзе с Кастилией Карл принимал участие в походах против Гранады. Сестру Жанну Карл выдал за Генриха IV Английского, а младших дочерей — за знатных французских дворян. В 1404 году Карл подписал Парижский договор, окончательно отказавшись от прежних французских владений наваррских королей, включая графство Эврё, и получив в качестве компенсации герцогство Немур.
В 1413 году Карл создал в Наварре Верховный суд. В 1423 году Карлом был учреждён титул принца Вианы для наследников наваррского престола.
Карл выступал покровителем искусств. При нём было закончено возведение готического собора в Памплоне и начато строительство королевских дворцов Тафалья и Олите, где он и умер 8 сентября 1425 года.

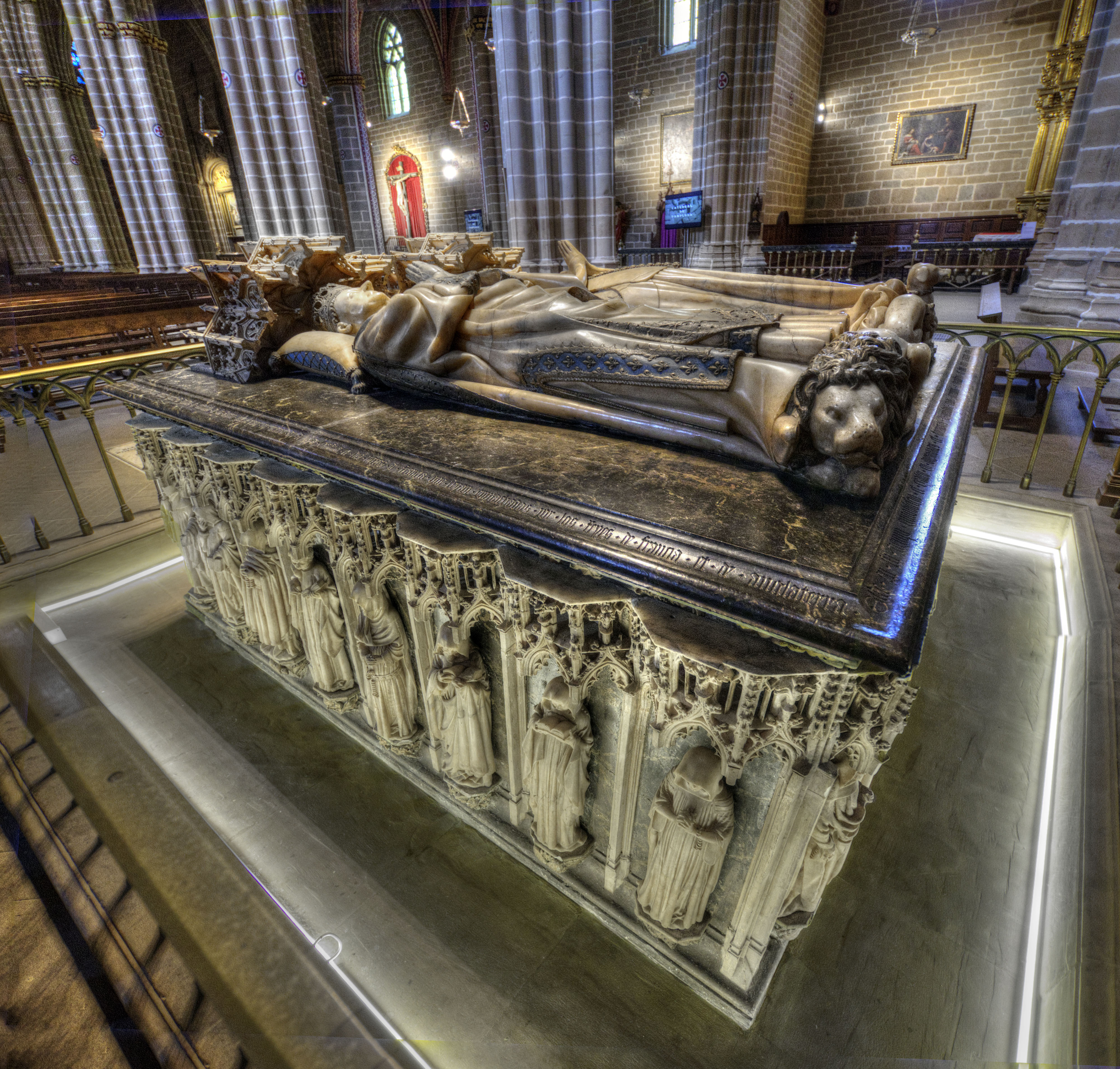
Надгробие Карла III иего жены Элеоноры Кастильской

## Потомство
- Хуана (1386—1413), замужем с 1402 г. за Жаном III де Грайи, графом де Фуа
- Бланка (1387—1441), королева Наварры.
- Мария (1388—1406), умерла незамужней и бездетной.
- Маргарита (1390—1403), умерла молодой.
- Беатриса (1392 — после 1415), герцогиня Немурская; замужем с 1406 г. за Жаком II де Бурбоном, графом де Ла Марш
- Изабелла (1395 — после 1435), замужем с 1419 г. за графом Жаном IV д’Арманьяком
- Карл, принц Вианский (1397—1402)
- Людовик, принц Вианский (род. и ум. 1402)

У короля также было несколько бастардов от связи с Марией Мигель де Эспарса. Из них Ланселот Наваррский занимал епископскую кафедру в Памплоне, а Хуана Наваррская стала родоначальницей графов Лерин и Ньева. Внебрачная дочь Ланселота была женой барона Грасиана де Грамона.